# Den längre sukhāvatīvyūhaḥsūtran

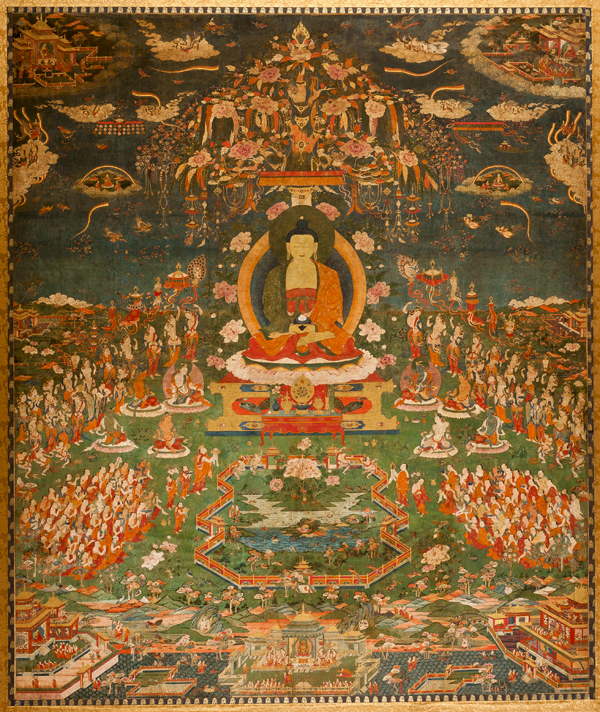
Amitabha i Sukhavati, målning från Tibet cirka 1700.

Den längre sukhāvatīvyūhaḥsūtran (bokstavligen "sutran som visar landet av härlighet") är titeln på en av de viktigaste sutrorna inom rena land-buddhismen. Den delar namn med den kortare sukhāvatīvyūhaḥsūtran, som dock oftast kallas för  amitābha-sūtra. Båda dessa sutror tros stamma från 200-talet e.Kr. 

## Innehåll
Baserat på versionen från Cao Wei-dynastin: för jämförelse med andra versioner se rubriken "översättningar"
Sutran beskriver först att Shakyamuni var vid Gijjhakuta i nordöstra Indien, tillsammans med tolv tusen munkar samt oändligt många avancerade bodhisattvor som hade stor dygd och visdom. Ananda såg att Buddha måste vara i en mycket djup samadhi där han kontemplerar alla buddhor. Shakyamuni prisade då Anandas observation, och började därefter lära ut.
Shakyamuni berättar då att för mycket länge sedan visade sig Buddha Dīpaṅkara i världen, och sedan kom 53 andra buddhor efter honom, där den sista var Lokeśvararāja. Under Lokeśvararājas vägledning avsade sig en kung sin tron och blev en munk vid namn Dharmākara ("förrådet för dharman"). Efter att Dharmakara ärat buddhan med en hymn, sa Dharmakara att han ville bli en buddha. Då visade Lokeśvararāja honom oändligt många buddhafält, som Dharmakara då studerade noggrant för att göra planer inför sitt eget buddhaskap. Efter fem kalpor av kontemplation, gjorde Dharmakara 48 löften, och presenterade dem i en hymn för Buddha Lokeśvararāja. För att kunna uppfylla dessa löften, utförde Dharmakara många olika goda gärningar i många kalpor. När han hade gjort detta, blev han slutligen Buddhan Amitabha (sanskrit för "omätbart ljus"; kallas även "Amitāyus", som betyder "omätbart liv"). Den värld han skapade i och med sitt buddhaskap, Sukhavati, är fyllt av fantastiska dekorationer, och Amitabhas ljus är det mest ståtliga och mäktiga ljuset av alla buddhors ljus. De som föds i hans land njuter av den högsta andliga saligheten, och uppnår fantastisk fysisk prakt.
I del två av sutran beskrivs det hur det elfte, sjuttonde, artonde, nittonde och tjugonde löftet blev uppfyllda. Det förtydligas att alla som hör Amitabhas namn, glädjer sig i tro och tänker på honom kommer att födas i Sukhavati och leva i ett stadium utan tillbakagång på vägen mot upplysning. Tre nivåer av aspiranter som utför goda gärningar och tänker på Amitabha kommer vid deras dödsbädd att mötas av Amitabha och en rad visa män, för att bli välkomnad in i Sukhavati.
Dygden hos Amitabha beskrivs vara så fantastisk att alla buddhor prisar honom. Omätbart många bodhisattvor från andra buddhafält kommer till Sukhavati för att motta lärdomar från honom. Alla bodhisattvor som finns i Sukhavati är mycket avancerade, har särskilda fysiska karaktärsdrag, mäktiga andliga krafter och omätbart mycket visdom.
Shakyamuni börjar sedan tala till Maitreya, och säger att människorna i världen vi lever i drivs av lust och begär, är okunniga och kommer således att återfödas i onda delar av samsara, där de kommer att utsättas för mycket stort lidande. Shakyamuni säger dessutom att människorna drivs av hat och girighet, och har en tendens att falla offer för de fem olika formerna av ondska. Om de dock avstår från omoraliska handlingar och istället utför goda handlingar, kommer de att återfödas på trevligare ställen och efter lång tid nå nirvana.
Shakyamuni sa sedan till Ananda, att han borde dyrka Amitabha. Med detta sagt så manifesterade sig Amitabha omedelbart framför folksamlingen, och hans ljus sken överallt, så att Ananda och alla andra i folksamlingen såg Sukhavati. De bevittnade två typer av återfödelse: de som föds från lotusblommor, och de som stannar i knoppar av lotusblommor. De som accepterade Amitabhas visdom med ren tro skulle omedelbart födas genom transformation, men de som hyser tvivel kommer att stanna i lotusknoppen i fem hundra år innan de slutligen föds ur lotusknoppen. Att känna tvivel liknas då vid att en prins stängs in i ett palatsrum som en bestraffning för hans dåliga gärningar.
Det sägs dessutom finnas en stor mängd bodhisattvor i andra buddhafält som besöker Sukhavati. Fjorton buddhafält, inklusive denna värld (Shakyamunis buddhafält), nämns. Shakyamuni säger att denna lära är mycket viktig, och att han därför kommer att se till att denna lära stannar kvar i världen 100 år efter att alla andra buddhistiska skrifter gått förlorade. Sutran avslutas med en beskrivning av många åhörare och de andliga fördelar som de fick av att höra denna lära.

### Amitabhas 48 löften
Amitabhas löften innehåller bland annat löften gällande vilka som återföds i hans värld, hur hans värld ser ut, hur invånarna i Sukhavati ser ut, hur länge de lever, hur länge Amitabha Buddha lever, och mycket mer. Enligt dessa löften har de som återföds där oändliga liv, om de inte önskar annat, samt garanti för upplysning och buddhaskap. 
Löftena som benämner vilka som återföds i Sukhavati är i Cao-Wei-versionen följande:
- (18) Om, när jag uppnår buddhaskap, de medvetna varelser i världarna av de tio riktningarna som ärligt och glädjerikt förlitar sig till mig, önskar att bli födda i min värld, och tänker på mig så lite som tio gånger inte skulle bli födda där, må jag inte bli en buddha. Exkluderade är dock de som begår de fem grova brotten.
- (19) Om, när jag uppnår buddhaskap, de medvetna varelser i världarna av de tio riktningarna som strävar mot upplysning, gör diverse goda gärningar, och ärligt önskar att återfödas i min värld, på deras dödsbädd inte skulle se mig framför dem tillsammans med en rad visa män, må jag inte bli en buddha.
- (20) Om, när jag uppnår buddhaskap, de medvetna varelser i de tio riktningarna som hört mitt namn, koncentrerar sina tankar på min värld, gör goda gärningar, och överför meriterna för dessa goda gärningar till min värld för att bli återfödda där, till slut inte skulle återfödas där, må jag inte bli en buddha.

## Historik
En del forskare tror att sutran komponerades i Kushan under de två första århundradena e.Kr.
En tidig men inkomplett version av sutran har hittats i nutida Afghanistan, möjligen från Bamiyanområdet.

### Översättningar
Det finns 5 översättningar av sutran till kinesiska, samt en bevarad sanskritversion. Det finns dock inget som tyder på att sanskritversionen nödvändigtvis är originalet. Den första kinesiska översättningen har traditionellt sett tillskrivits till Zhi Qian, men vissa forskare tror att den första översättaren istället var gjord av Lokaksema.
Några av de saker som skiljer dem åt är följande:
- Sanskritversionen har 80 buddhor före Lokeśvararāja och 46 eller 48 löften. Amitabha har oändligt liv. För återfödelse i de högsta nivåerna krävs strävan mot buddhaskap och meditation på Amitabha. För lägre nivåer krävs antingen goda gärningar i syfte att födas i Sukhavati, eller upprepat tänkande på Amitabha så lite som tio gånger. Sanskritversionen har 80 buddhor före Lokeśvararāja.[9]
- Versionen från Handynastin har 36 buddhor efter Dīpaṅkara och 24 löften. Amitabha har inte oändligt liv, utan sägs istället ersättas av Avalokiteshvara och sedan Mahasthamaprapta efter hans död. För återfödelse i Sukhavati krävs goda gärningar [10]
- Versionen från Wudynastin är likadan som den från Handynastin, förutom att antalet buddhor är 33 istället för 36 efter Dīpaṅkara.[11]
- Versionen från Cao Wei har 55 buddhor efter Dīpaṅkara och 48 löften.[8] Amitabha har oändligt liv.[3][4] I de höga nivåerna återföds de som tror på Amitabhas namn och önskar återfödelse i Sukhavati. Mycket stark tro krävs.[12] Utövare förlitar sig glädjerikt på Amitabha och tänker på honom kanske tio gånger. Exkluderad är enbart den som begår ett Anantarika-karma och förkastar/missbrukar den rätta läran.[13] För återfödelse i mittennivåerna krävs goda gärningar och stark tro[12]. För återfödelse i de lägre nivåerna krävs goda gärningar och tro — tvivel kan dock förekomma, vilket skiljer de lägre nivåerna från mittennivåerna.[12]
- Versionen från Tangdynastin har omvänd ordning på buddhorna, där buddhan som möter Dharmakara är Dīpaṅkara istället för Lokeśvararāja. Antalet buddhor före denna är 41, och antalet löften är 48 (eller 49). Amitabhas liv är nästan oändligt. För återfödelse krävs samma sak som i Cao Wei-versionen, med ett tillägg på att alla nivåer kräver överföring av god karma/meriter till Sukhavati.[14]
- Versionen från Songdynastin har också omvänd ordning på buddhorna, där buddhan som möter Dharmakara är Dīpaṅkara istället för Lokeśvararāja. Buddhorna före denna är 37, och antalet löften är 36. Amitabhas liv är oändligt, i och med att Amitabha finns där i två former, dharmakaya och sambhogakaya (se: trikaya). För återfödelse krävs meditation på Amitabha för de höga nivåerna; strävan mot buddhaskap och goda gärningar krävs för de lägre nivåerna. [14]

Idag används versionen från Cao Wei mest.